# Sturmabteilung
 (slovensko Jurišni oddelek; kratica SA) je bila paravojaška organizacija pod okriljem NSDAP. Pripadniki SA so predstavljali udarno moč stranke v zgodnjih letih obstoja stranke. Glavni namen njih je bilo širiti strankarsko ideologijo, napadati člane »sovražnih strank« (predvsem komuniste in social-demokrate) itd. Iz SA se je razvil Schutzstaffel.
Bili so pripadniki različnih nasilniških družbenih skupin, njihovo organizacijo pa je v leta 1921 V Munchnu ustanovil Adolf Hitler. Oblečeni so bili v rjave uniforme po katerih so dobili ime rjavosrajčniki. Spominjali so na Mussolinijeve črnosrajčnike. Z nasiljem so ustrahovali politične nasprotnike in Žide, metode, ki so jih pri tem uporabljali, pa so bile ključne za Hitlerjev vzpon na oblast. Od leta 1931 je bil na čelu SA radikalni nasprotnik kapitalizma Ernst Röhm. Leta 1933 je bilo rjavosrajčnikov že okoli dva milijona, dvakrat več kot nemške vojske, ki jim ni bila naklonjena. Rohm je želel, da bi bila SA enakopravna z vojsko in z nacistično stranko, in ga je želel uporabiti kot sredstvo za izvedbo nacistične revolucije v državi in družbi. Hitler pa je hotel svojemu režimu zagotoviti predvsem lojalnost vseh oboroženih sil, še posebej nemških častniških korpusov, zato so po njegovem ukazu oddelki SS v t. i. »noči dolgih nožev« usmrtili več kot sedemdeset pripadnikov SA. S tem je bilo konec revolucionarnega obdobja nacizma.